# St. Johannes der Täufer (Rehau bei Monheim)

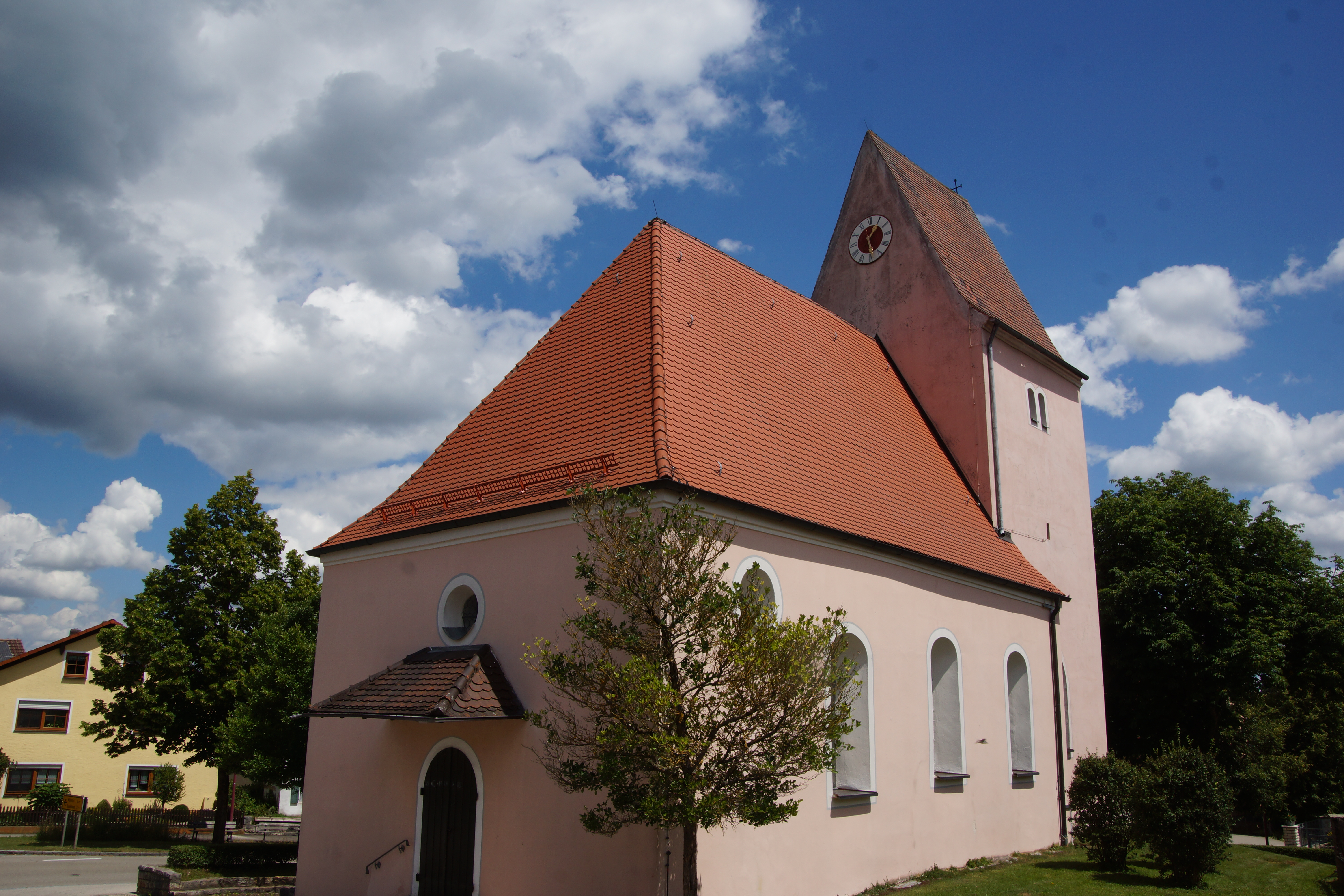
St. Johannes der Täufer, in Rehau bei Monheim

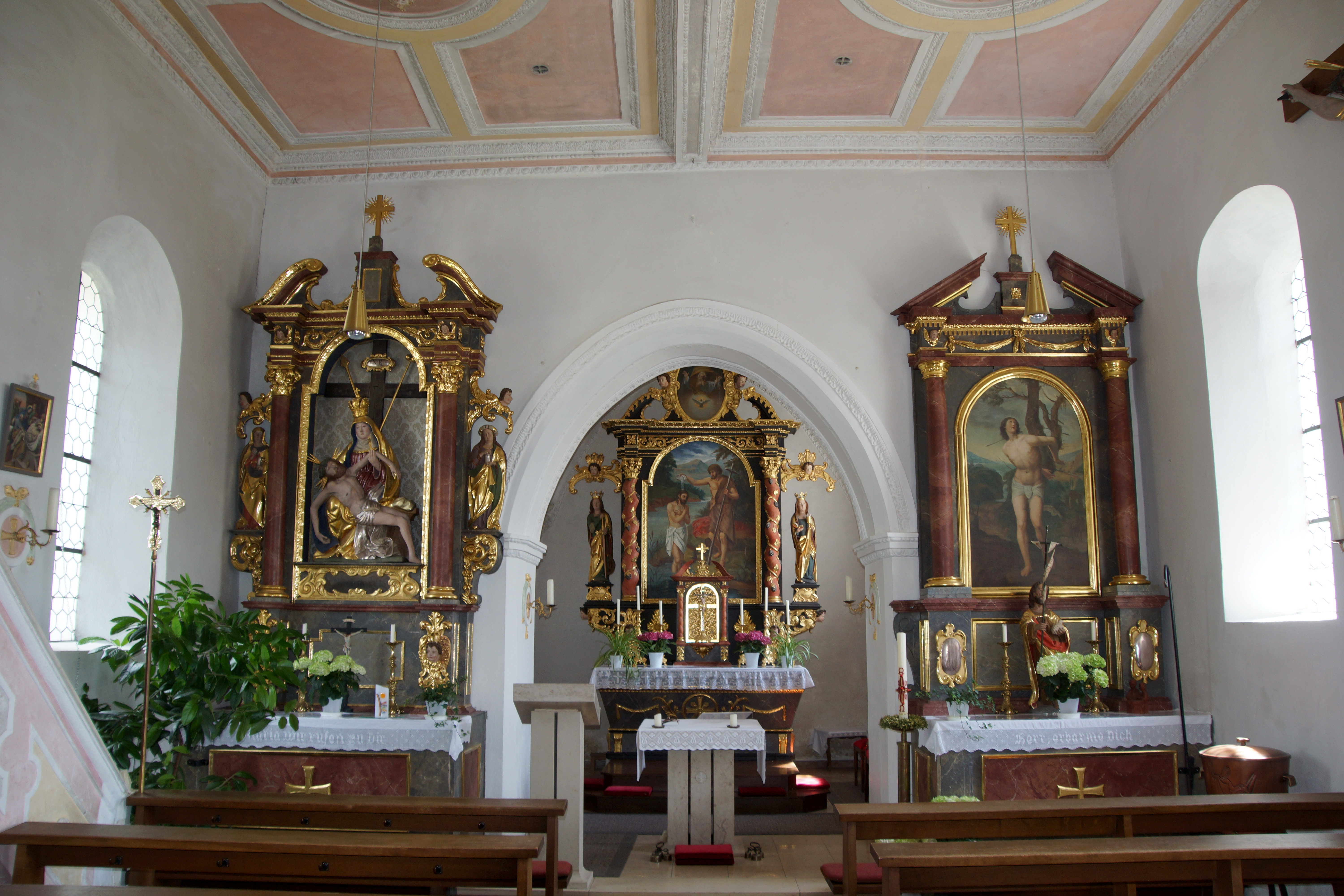
Innenraum

Die römisch-katholische Filialkirche St. Johannes der Täufer steht in Rehau, einem Stadtteil von Monheim im schwäbischen Landkreis Donau-Ries von Bayern. Das Bauwerk ist in der Liste der Baudenkmäler in Monheim (Schwaben) als Baudenkmal unter der Nr. D-7-79-186-58 eingetragen. Die Kirche gehört zum Dekanat Weißenburg-Wemding des Bistums Eichstätt. Kirchenpatron ist Johannes der Täufer.

## Geschichte
Die Kirche wurde erstmals 1341 urkundlich erwähnt. Die Grundmauern der Kirche gehen auf die zeit um 1480 zurück. Von 1620 bis 1650 war die Kirche profaniert. 1675 stürzte sie zum Teil ein, wobei der Glockenturm erhalten blieb. 1695 wurde sie wieder aufgebaut und erhielt ihre heutige Form sowie ihre barocke Innenausstattung mit Kanzel, drei Altären und Deckenbemalung.

## Beschreibung
Die unteren Geschosse des Chorturms auf quadratischem Grundriss im Osten des Langhauses sind romanisch. Die übrigen Teile der Saalkirche wurden 1480 errichtet und nach einem Teileinsturz 1695 wieder hergestellt. Das oberste Geschoss des Chorturms beherbergt den Glockenstuhl mit drei Kirchenglocken. Auf den Giebeln, die das Satteldach begrenzen, sind die Zifferblätter der Turmuhr angebracht.
Der Innenraum des Langhauses ist mit einer Flachdecke überspannt, der des Chors, d. h. das Erdgeschoss des Chorturms, mit einem Kreuzgratgewölbe. Der um 1500 gebaute Hochaltar mit der Darstellung der Taufe Jesu im Jordan wird von den Statuen der Katharina von Alexandrien und der Barbara von Nikomedien flankiert. Im Altarauszug befindet sich eine Darstellung von Gott Vater und der Taube des Hl. Geistes. Von einem ehemaligen Gnadenbild blieb eine Pietà erhalten.